# Nati nel 1996/Febbraio
| Questa pagina contiene informazioni ricavate automaticamente dalle voci biografiche con l'ausilio del template Bio e di un bot. L'aggiornamento è periodico e automatico e ricostruisce completamente la pagina. Se manca una persona in questa lista, sei pregato di non aggiungerla, ma accertati piuttosto che la sua voce biografica contenga il template Bio e che i dati anagrafici siano correttamente compilati. Se il template Bio manca, inseriscilo tu stesso o, in alternativa, metti l'avviso {{tmp\|Bio}} che ne segnala la mancanza. Se i dati riportati sono sbagliati, correggi direttamente la voce biografica; le modifiche saranno visibili in questa lista entro pochi giorni. Per chiarimenti vedi il progetto biografie. La lista contiene solo le 435 persone che sono citate nell'enciclopedia e per le quali è stato implementato correttamente il template Bio. Pagina aggiornata al 18 ago 2025. |

- 1º febbraio - Ahmad Abughaush, taekwondoka giordano
- 1º febbraio - Jasim Al-Shaikh, calciatore bahreinita
- 1º febbraio - Bryan Alceus, calciatore haitiano
- 1º febbraio - Joel Baden, altista australiano
- 1º febbraio - Dionne Bromfield, cantautrice britannica
- 1º febbraio - Marcus Derrickson, cestista statunitense
- 1º febbraio - Maxime Dominguez, calciatore svizzero
- 1º febbraio - Alessandro Giacobazzi, mezzofondista e maratoneta italiano
- 1º febbraio - Zachary Herivaux, calciatore haitiano
- 1º febbraio - Marko Krivičić, calciatore sloveno
- 1º febbraio - Lin Ye, tennistavolista singaporiana
- 1º febbraio - Tomás Pochettino, calciatore argentino
- 1º febbraio - Gianluigi Quinzi, ex tennista italiano
- 1º febbraio - Matías Romero, calciatore argentino
- 1º febbraio - Alexander Schlager, calciatore austriaco
- 1º febbraio - Wojdan Shaherkani, judoka saudita
- 1º febbraio - Toni-Ann Singh, modella giamaicana
- 1º febbraio - Azurá Stevens, cestista statunitense
- 1º febbraio - Valmir Sulejmani, calciatore tedesco
- 1º febbraio - Erik Torba, lottatore ungherese
- 1º febbraio - Oskar Zawada, calciatore polacco
- 1º febbraio - Il'ja Žigulëv, calciatore russo
- 2 febbraio - Matt Breida, ex giocatore di football americano statunitense
- 2 febbraio - Chutimon Chuengcharoensukying, attrice e modella tailandese
- 2 febbraio - Aleix Febas, calciatore spagnolo
- 2 febbraio - Iván Gramajo, cestista argentino
- 2 febbraio - Viktor Hej, calciatore ucraino
- 2 febbraio - Andrej Kadlec, calciatore slovacco
- 2 febbraio - Miroslav Káčer, calciatore slovacco
- 2 febbraio - Paul Mescal, attore irlandese
- 2 febbraio - L.J. Peak, cestista statunitense
- 2 febbraio - Rashaad Penny, ex giocatore di football americano statunitense
- 2 febbraio - João Costa, calciatore portoghese
- 2 febbraio - Michal Sipľak, calciatore slovacco
- 2 febbraio - Justin Tillman, cestista statunitense
- 2 febbraio - Harry Winks, calciatore inglese
- 2 febbraio - Remi Wolf, cantante statunitense
- 2 febbraio - Lucas da Cruz Oliveira, calciatore brasiliano
- 2 febbraio - Can Özüpek, triplista turco
- 3 febbraio - Daniel Bordignon, ex cestista brasiliano
- 3 febbraio - Julia Brown, pallavolista statunitense
- 3 febbraio - Abaj Bôkôleev, calciatore kirghiso
- 3 febbraio - Dutee Chand, velocista indiana
- 3 febbraio - Masoud Juma, calciatore keniota
- 3 febbraio - Carolin Langenhorst, snowboarder tedesca
- 3 febbraio - Jorge Navarro, pilota motociclistico spagnolo
- 3 febbraio - Tia Taylor, youtuber e scrittrice statunitense
- 3 febbraio - Alioune Sene, astista francese
- 3 febbraio - Niko Terho, attore barbadiano
- 3 febbraio - Ryan Wachendorfer, snowboarder statunitense
- 3 febbraio - Max Watson, calciatore svedese
- 3 febbraio - Thomas Welsh, cestista statunitense
- 3 febbraio - Brian White, calciatore statunitense
- 3 febbraio - Derlan, calciatore brasiliano
- 4 febbraio - Michela Cambiaghi, calciatrice italiana
- 4 febbraio - Jack DiFalco, attore statunitense
- 4 febbraio - Adrián Diéguez, calciatore spagnolo
- 4 febbraio - Connie Han, pianista e musicista statunitense
- 4 febbraio - Jerry Wiltshire, calciatore anglo-verginiano
- 4 febbraio - Bruno Lima, pallavolista argentino
- 4 febbraio - Tavares Martin jr., giocatore di football americano statunitense
- 4 febbraio - Poleth Méndes, atleta paralimpica ecuadoriana
- 4 febbraio - Federico Proia, calciatore italiano
- 4 febbraio - Alessandra Prosdocimo, judoka italiana
- 4 febbraio - Mohamed Sherif, calciatore egiziano
- 5 febbraio - Fireboy DML, cantante nigeriano
- 5 febbraio - Christian Alemán, calciatore ecuadoriano
- 5 febbraio - Stina Blackstenius, calciatrice svedese
- 5 febbraio - Alessia Cabrini, cestista italiana
- 5 febbraio - Joe Furstinger, cestista statunitense
- 5 febbraio - Joaquín Gottesman, calciatore uruguaiano
- 5 febbraio - Anete Kociņa, giavellottista lettone
- 5 febbraio - Geōrgios Kyriakopoulos, calciatore greco
- 5 febbraio - Matej Radunić, cestista croato
- 5 febbraio - Mertcan Solkol, cestista turco
- 5 febbraio - Fabio Tomassini, calciatore sammarinese
- 6 febbraio - Pablo Adorno, calciatore paraguaiano
- 6 febbraio - Silviu Balaure, calciatore rumeno
- 6 febbraio - Florian Finke, giocatore di football americano tedesco
- 6 febbraio - Dominique Guidi, calciatore francese
- 6 febbraio - Justin Kohajda, cestista belga
- 6 febbraio - Kevon Looney, cestista statunitense
- 6 febbraio - Iago Maidana, calciatore brasiliano
- 6 febbraio - Maksim Majrovič, calciatore russo
- 6 febbraio - Bilel Mejri, calciatore tunisino
- 6 febbraio - Justina Mikulskytė, tennista lituana
- 6 febbraio - Marie-Michelle Milapie, cestista francese
- 6 febbraio - Meike Pfister, ex sciatrice alpina tedesca
- 6 febbraio - Liadagmis Povea, triplista cubana
- 6 febbraio - Michele Rocca, calciatore italiano
- 6 febbraio - Kenza Tazi, ex sciatrice alpina marocchina
- 6 febbraio - Kateřina Valková, pallavolista ceca
- 7 febbraio - Nicola Bartolini, ginnasta italiano
- 7 febbraio - Manon Brunet, schermitrice francese
- 7 febbraio - David Castro, attore statunitense
- 7 febbraio - Aaron Ekblad, hockeista su ghiaccio canadese
- 7 febbraio - Ruby O. Fee, attrice tedesca
- 7 febbraio - Pierre Gasly, pilota automobilistico francese
- 7 febbraio - Mai Hagiwara, cantante giapponese
- 7 febbraio - Prince Ibara, calciatore congolese (Repubblica del Congo)
- 7 febbraio - Cameron Jackson, cestista statunitense
- 7 febbraio - Viktors Litvinskis, ex calciatore lettone
- 7 febbraio - Armen Melikyan, lottatore armeno
- 7 febbraio - Topi Raitanen, siepista e orientista finlandese
- 7 febbraio - Sondre Rossbach, calciatore norvegese
- 7 febbraio - Aaron Seydel, calciatore tedesco
- 7 febbraio - Zoda, rapper e youtuber italiano
- 7 febbraio - Aidos Sultangali, lottatore kazako
- 8 febbraio - Simone Bellan, cestista italiano
- 8 febbraio - Brian Blasi, calciatore argentino
- 8 febbraio - Laura Cornelius, cestista olandese
- 8 febbraio - Karim Essikal, calciatore belga
- 8 febbraio - Nicolás Fernández, calciatore argentino
- 8 febbraio - Reiss Greenidge, calciatore guyanese
- 8 febbraio - Lazare K'up'at'adze, calciatore georgiano
- 8 febbraio - Kenedy, calciatore brasiliano
- 8 febbraio - Elijah Lee, giocatore di football americano statunitense
- 8 febbraio - Anton Mitrjuškin, calciatore russo
- 8 febbraio - Lys Mousset, calciatore francese
- 8 febbraio - Karl Namnganda, calciatore centrafricano
- 8 febbraio - Damian Rasak, calciatore polacco
- 8 febbraio - Paschalīs Staikos, calciatore greco
- 8 febbraio - Jack Tocho, giocatore di football americano statunitense
- 9 febbraio - Jimmy Bennett, attore statunitense
- 9 febbraio - Kelli Berglund, attrice, ballerina e cantante statunitense
- 9 febbraio - Rushine De Reuck, calciatore sudafricano
- 9 febbraio - Sebastián Driussi, calciatore argentino
- 9 febbraio - Razmik Hakobyan, calciatore armeno
- 9 febbraio - Donovan Jackson, cestista statunitense
- 9 febbraio - Chungha, cantante e ballerina sudcoreana
- 9 febbraio - Lola Le Lann, attrice francese
- 9 febbraio - Pedro Martínez García, ex calciatore spagnolo
- 9 febbraio - Olivier Ntcham, calciatore francese
- 9 febbraio - Amani Oruwariye, giocatore di football americano statunitense
- 9 febbraio - Emiliano Ozuna, calciatore argentino
- 9 febbraio - Jordan Scarlett, giocatore di football americano statunitense
- 9 febbraio - Darcy Sharpe, snowboarder canadese
- 9 febbraio - Thimo Willems, ciclista su strada belga
- 9 febbraio - Ulukbek Zholdoshbekov, lottatore kirghiso
- 10 febbraio - Ángel Cabrera, calciatore guatemalteco
- 10 febbraio - Aitor Cantalapiedra, calciatore spagnolo
- 10 febbraio - César Carballeira, hockeista su pista spagnolo
- 10 febbraio - Mathias Haarup, calciatore danese
- 10 febbraio - Emanuel Mammana, calciatore argentino
- 10 febbraio - Fernando Medeiros, calciatore brasiliano
- 10 febbraio - Flávio Medeiros da Silva, calciatore brasiliano
- 10 febbraio - Mo Youxue, velocista cinese
- 10 febbraio - Juan Mosquera, ex calciatore colombiano
- 10 febbraio - Shōichirō Mukai, judoka giapponese
- 10 febbraio - Charles Muneria, maratoneta e mezzofondista keniota
- 10 febbraio - Humam Tariq, calciatore iracheno
- 10 febbraio - Laurie Taylor, sciatore alpino britannico
- 10 febbraio - Brianna Throssell, nuotatrice australiana
- 10 febbraio - Robert Vișoiu, ex pilota automobilistico rumeno
- 10 febbraio - Juan Pablo Álvarez, calciatore argentino
- 10 febbraio - Domantas Šimkus, calciatore lituano
- 11 febbraio - Claudia Galassi, calciatrice italiana
- 11 febbraio - Daniil Medvedev, tennista russo
- 11 febbraio - Michael Murillo, calciatore panamense
- 11 febbraio - Ancoub Mze Ali, calciatore francese
- 11 febbraio - Yakou Méïté, calciatore ivoriano
- 11 febbraio - Joris Nieuwenhuis, ciclista su strada e ciclocrossista olandese
- 11 febbraio - Felix Platte, calciatore tedesco
- 11 febbraio - Daniela Rathana, cantante svedese
- 11 febbraio - Jack Salt, ex cestista neozelandese
- 11 febbraio - Miladin Stevanović, calciatore serbo
- 11 febbraio - Jonathan Tah, calciatore tedesco
- 11 febbraio - Lucas Torreira, calciatore uruguaiano
- 11 febbraio - Jan Niklas Wimberg, cestista tedesco
- 11 febbraio - Klāvs Čavars, cestista lettone
- 12 febbraio - Juan Barahona, calciatore salvadoregno
- 12 febbraio - Alberth Elis, calciatore honduregno
- 12 febbraio - Dragan Grivić, calciatore montenegrino
- 12 febbraio - Adam Hall, giocatore di badminton britannico
- 12 febbraio - Lucas Hamilton, ciclista su strada australiano
- 12 febbraio - John Hatch, pallavolista statunitense
- 12 febbraio - Eddie Na, calciatore statunitense
- 12 febbraio - Ingars Stuglis, calciatore lettone
- 12 febbraio - Fabrício Bruno, calciatore brasiliano
- 13 febbraio - Mischa Bernard, giocatore di football americano svizzero
- 13 febbraio - Ana Sestari, giocatrice di calcio a 5 italiana
- 13 febbraio - Abdoulaye Cissé, calciatore guineano
- 13 febbraio - Steff Cras, ciclista su strada belga
- 13 febbraio - Oleksandr Demčenko, calciatore ucraino
- 13 febbraio - Gilles Dewaele, calciatore belga
- 13 febbraio - Odiljon Hamrobekov, calciatore uzbeko
- 13 febbraio - Vebjørn Hoff, calciatore norvegese
- 13 febbraio - Sittiwat Imerbpathom, attore televisivo thailandese
- 13 febbraio - Stephanie Jallen, sciatrice alpina statunitense
- 13 febbraio - Filip Kukuličić, calciatore montenegrino
- 13 febbraio - John Victor Maciel Furtado, calciatore brasiliano
- 13 febbraio - Andrei Macrițchii, calciatore moldavo
- 13 febbraio - Valerii Macrițchii, calciatore moldavo
- 13 febbraio - Erdal Rakip, calciatore svedese
- 13 febbraio - Matej Rodin, calciatore croato
- 13 febbraio - Miglena Seliška, lottatrice bulgara
- 13 febbraio - Irina Strebel, bobbista, ex velocista e ex ostacolista svizzera
- 13 febbraio - Damian Wierling, ex nuotatore tedesco
- 13 febbraio - Ramaz Zoidze, lottatore georgiano
- 13 febbraio - Frank de Wit, judoka olandese
- 13 febbraio - Eduardo Gabriel dos Santos Bauermann, calciatore brasiliano
- 14 febbraio - Michaela Annette, attrice statunitense
- 14 febbraio - Cyril Barthe, ciclista su strada francese
- 14 febbraio - Aleksandr Dovbnja, ex calciatore russo
- 14 febbraio - Nikolaj Ehlers, hockeista su ghiaccio danese
- 14 febbraio - Bethany Firth, nuotatrice nordirlandese
- 14 febbraio - Manuel Guanini, calciatore argentino
- 14 febbraio - Lucas Hernández, calciatore francese
- 14 febbraio - Andrés Ibargüen Andrews, cestista colombiano
- 14 febbraio - Viktor Kovalenko, calciatore ucraino
- 14 febbraio - Erik Lindell, calciatore svedese
- 14 febbraio - Les Maruo, giocatore di football americano giapponese
- 14 febbraio - Roni Remme, ex sciatrice alpina canadese
- 14 febbraio - Jari Vandeputte, calciatore belga
- 14 febbraio - Wang Yubo, goista cinese
- 14 febbraio - Shon Weissman, calciatore israeliano
- 15 febbraio - Henri Aymonod, fondista di corsa in montagna italiano
- 15 febbraio - Maddie Baillio, attrice statunitense
- 15 febbraio - Dylan Batubinsika, calciatore francese
- 15 febbraio - Per Kristian Bråtveit, calciatore norvegese
- 15 febbraio - Mohamed Fares, calciatore francese
- 15 febbraio - Nicolas Gygax, sciatore freestyle svizzero
- 15 febbraio - Hazem Haj Hassen, calciatore tunisino
- 15 febbraio - Synne Jensen, calciatrice norvegese
- 15 febbraio - Robin Kamber, calciatore svizzero
- 15 febbraio - Ekaterina Makarova, tennista russa
- 15 febbraio - Matías Mansilla, calciatore argentino
- 15 febbraio - Gotzon Martín, ciclista su strada spagnolo
- 15 febbraio - Thobias Montler, lunghista svedese
- 15 febbraio - Brian Negrón, pallavolista portoricano
- 15 febbraio - Alexandre Olliero, calciatore francese
- 15 febbraio - Nemanja Radonjić, calciatore serbo
- 15 febbraio - Nikolaj Vangelov, cestista bulgaro
- 15 febbraio - Toshikazu Yamanishi, marciatore giapponese
- 16 febbraio - Bankole Adekuoroye, calciatore nigeriano
- 16 febbraio - Óscar Baldomar, calciatore boliviano
- 16 febbraio - Alard Basson, nuotatore sudafricano
- 16 febbraio - Alaric Basson, nuotatore sudafricano
- 16 febbraio - Cloves, cantautrice australiana
- 16 febbraio - Eleonora Goldoni, calciatrice italiana
- 16 febbraio - Nana Komatsu, modella e attrice giapponese
- 16 febbraio - José Carlos Lazo, calciatore spagnolo
- 16 febbraio - Lee Yul-eum, attrice sudcoreana
- 16 febbraio - Alex Aiono, cantante, produttore discografico e youtuber statunitense
- 16 febbraio - Roko Prša, calciatore croato
- 16 febbraio - Hanna Sola, biatleta bielorussa
- 17 febbraio - Diber Cambindo, calciatore colombiano
- 17 febbraio - Álex Díez, calciatore spagnolo
- 17 febbraio - Erika Fasana, ex ginnasta italiana
- 17 febbraio - Devron García, calciatore honduregno
- 17 febbraio - Renato Kayzer, calciatore brasiliano
- 17 febbraio - Sasha Pieterse, attrice e cantante sudafricana
- 17 febbraio - Maria Irene Ricci, pallavolista italiana
- 17 febbraio - Elisa Zanette, pallavolista italiana
- 17 febbraio - Luka Zarandia, calciatore georgiano
- 17 febbraio - Dario Zucca, cestista italiano
- 18 febbraio - Jaylen Adams, cestista statunitense
- 18 febbraio - Tyler Dorsey, cestista statunitense
- 18 febbraio - Jeroen Houwen, calciatore olandese
- 18 febbraio - Jill Kassidy, attrice pornografica statunitense
- 18 febbraio - Kahlia Lawrence, ex cestista statunitense
- 18 febbraio - Sergio Molina, calciatore spagnolo
- 18 febbraio - Tamás Szántó, ex calciatore ungherese
- 18 febbraio - Milan Vader, mountain biker e ciclista su strada olandese
- 18 febbraio - Yang Jiayu, marciatrice cinese
- 19 febbraio - Beni Badibanga, calciatore belga
- 19 febbraio - Ashnikko, rapper, cantautrice e produttrice discografica statunitense
- 19 febbraio - Cui Ziting, pallavolista cinese
- 19 febbraio - Li Mohua, pallavolista cinese
- 19 febbraio - Stefan Lončar, calciatore montenegrino
- 19 febbraio - Jan Maas, ciclista su strada olandese
- 19 febbraio - Alina Meier, fondista svizzera
- 19 febbraio - Artёm Meščaninov, calciatore russo
- 19 febbraio - Mohamed Mustafa, calciatore sudanese
- 19 febbraio - Alec Potts, arciere australiano
- 19 febbraio - Lars-Jørgen Salvesen, calciatore norvegese
- 19 febbraio - J.P. Sears, giocatore di baseball statunitense
- 19 febbraio - Nikoloz Sherazadishvili, judoka spagnolo
- 19 febbraio - Claudia Sulewski, attrice statunitense
- 19 febbraio - Travin Thibodeaux, cestista statunitense
- 19 febbraio - D.J. Wilson, cestista statunitense
- 19 febbraio - Tommaso Zafferani, calciatore sammarinese
- 20 febbraio - Prisca Awiti Alcaraz, judoka messicana
- 20 febbraio - Rui Costa, calciatore portoghese
- 20 febbraio - Olivier Kingue, calciatore camerunese
- 20 febbraio - Nastassja Kirylava, fondista russa
- 20 febbraio - Igor' Leščuk, calciatore russo
- 20 febbraio - Dylan Mboumbouni, calciatore centrafricano
- 20 febbraio - Mabel, cantante britannica
- 20 febbraio - Lorenzo Montipò, calciatore italiano
- 20 febbraio - Ri Hyon-ju, tuffatore nordcoreano
- 20 febbraio - Emma Rose, attrice pornografica statunitense
- 20 febbraio - Kei Saitō, pattinatore di short track giapponese
- 20 febbraio - Prince Saydee, calciatore liberiano
- 20 febbraio - Maria Sánchez, calciatrice messicana
- 21 febbraio - Norbert Balogh, calciatore ungherese
- 21 febbraio - José Caraballo, calciatore venezuelano
- 21 febbraio - Luis De Faría, ex calciatore argentino
- 21 febbraio - Miguel Eduardo Flórez, ciclista su strada colombiano
- 21 febbraio - David González López, ciclista su strada spagnolo
- 21 febbraio - Krut', cantautrice ucraina
- 21 febbraio - Nicolás Messiniti, calciatore argentino
- 21 febbraio - Noah Rubin, tennista statunitense
- 21 febbraio - Eric Rwahwire, ex cestista canadese
- 21 febbraio - Nahuel Tenaglia, calciatore argentino
- 21 febbraio - Sophie Turner, attrice britannica
- 22 febbraio - Louis Adams, ex cestista statunitense
- 22 febbraio - Andreas Bengtsson, calciatore svedese
- 22 febbraio - Joshua Daniels, calciatore nordirlandese
- 22 febbraio - Eleonora Dominici, marciatrice italiana
- 22 febbraio - Raynier Fernandes, calciatore indiano
- 22 febbraio - Pablo Fornals, calciatore spagnolo
- 22 febbraio - Samúel Kári Friðjónsson, calciatore islandese
- 22 febbraio - Mendurim Hoti, calciatore kosovaro
- 22 febbraio - João Jaquité, calciatore guineense
- 22 febbraio - Michael Johnston, attore statunitense
- 22 febbraio - Ewelina Kamczyk, calciatrice polacca
- 22 febbraio - Yann Mabella, calciatore francese
- 22 febbraio - Misiwani Nairube, calciatore figiano
- 22 febbraio - Kia Nurse, cestista canadese
- 22 febbraio - Virgile Pinson, calciatore francese
- 22 febbraio - Patryk Rajkowski, pistard polacco
- 22 febbraio - Braian Rivero, calciatore argentino
- 22 febbraio - Erwin Saavedra, calciatore boliviano
- 22 febbraio - Martynas Sajus, cestista lituano
- 22 febbraio - Nadežda Smirnova, calciatrice russa
- 22 febbraio - Nicole Studer, calciatrice svizzera
- 22 febbraio - Virginia Troiani, velocista italiana
- 22 febbraio - Sutiwas Wongsamran, attore thailandese
- 22 febbraio - Yang Haoran, tiratore a segno cinese
- 22 febbraio - Syihan Hazmi, calciatore malaysiano
- 23 febbraio - Niccolò Antonelli, pilota motociclistico italiano
- 23 febbraio - Nicolás Bazzana, calciatore argentino
- 23 febbraio - Lucio Compagnucci, calciatore argentino
- 23 febbraio - Eduards Emsis, calciatore lettone
- 23 febbraio - Jon Gallagher, calciatore irlandese
- 23 febbraio - Louis Hattingh, canoista sudafricano
- 23 febbraio - Chris Herndon, giocatore di football americano statunitense
- 23 febbraio - Nicolas Hunziker, ex calciatore svizzero
- 23 febbraio - Marko Jevremović, calciatore serbo
- 23 febbraio - Martin Košťál, calciatore slovacco
- 23 febbraio - Amir Mochammad, calciatore russo
- 23 febbraio - Shūsuke Ōta, calciatore giapponese
- 23 febbraio - William Robeyns, cestista belga
- 23 febbraio - Julien Romain, calciatore francese
- 23 febbraio - D'Angelo Russell, cestista statunitense
- 23 febbraio - Moustapha Seck, calciatore senegalese
- 23 febbraio - Marvin Spielmann, calciatore svizzero
- 23 febbraio - CMAT, cantante irlandese
- 24 febbraio - Allan Cruz, calciatore costaricano
- 24 febbraio - Marcus Harness, calciatore inglese
- 24 febbraio - Aleia Hobbs, velocista statunitense
- 24 febbraio - Francisco La Mantía, calciatore venezuelano
- 24 febbraio - Miguel Merentiel, calciatore uruguaiano
- 24 febbraio - Andrea Palazzi, calciatore italiano
- 24 febbraio - Royce Freeman, giocatore di football americano statunitense
- 24 febbraio - Jorge Valadéz, ex calciatore messicano
- 24 febbraio - Tristin Walley, cestista statunitense
- 24 febbraio - Kira Weidle, sciatrice alpina tedesca
- 25 febbraio - Emel Dereli, pesista turca
- 25 febbraio - Marco Domínguez, calciatore canadese
- 25 febbraio - Martina Gatti, attrice italiana
- 25 febbraio - Guram Giorbelidze, calciatore georgiano
- 25 febbraio - Mario González Gutiérrez, calciatore spagnolo
- 25 febbraio - Jonathan Lindseth, calciatore norvegese
- 25 febbraio - Paul McMullan, calciatore scozzese
- 25 febbraio - Divine Myles, cestista statunitense
- 25 febbraio - Darío Pereira, calciatore uruguaiano
- 25 febbraio - Iqram Rifqi, calciatore singaporiano
- 25 febbraio - Walid Sabbar, calciatore marocchino
- 25 febbraio - Trent Sherfield, giocatore di football americano statunitense
- 25 febbraio - Aaron Wolf, judoka giapponese
- 25 febbraio - Almedin Ziljkić, calciatore bosniaco
- 26 febbraio - Alicia Agneson, attrice svedese
- 26 febbraio - İlayda Alişan, attrice turca
- 26 febbraio - Marie-Florence Candassamy, schermitrice francese
- 26 febbraio - Daniil Dil'man, snowboarder russo
- 26 febbraio - Runar Espejord, calciatore norvegese
- 26 febbraio - Diego Ferreira Matheus, calciatore brasiliano
- 26 febbraio - José García, calciatore messicano
- 26 febbraio - Oussama Idrissi, calciatore olandese
- 26 febbraio - Shakhboz Kholmurzaev, canottiere uzbeko
- 26 febbraio - Marvin Ogunsipe, cestista austriaco
- 26 febbraio - Dennis Salanović, calciatore liechtensteinese
- 26 febbraio - Dylan Sunderland, ciclista su strada australiano
- 26 febbraio - Borja Sánchez Laborde, calciatore spagnolo
- 26 febbraio - Panagiōtīs Zachariou, calciatore cipriota
- 27 febbraio - Luis Abram, calciatore peruviano
- 27 febbraio - Ayça Aykaç, pallavolista turca
- 27 febbraio - Marta Bassino, sciatrice alpina italiana
- 27 febbraio - Zacarías Bonnat, sollevatore dominicano
- 27 febbraio - Soufiane Dramé, calciatore francese
- 27 febbraio - Gábor Hárspataki, karateka ungherese
- 27 febbraio - D'Ernest Johnson, giocatore di football americano statunitense
- 27 febbraio - Moeka Koizumi, attrice, doppiatrice e cantante giapponese
- 27 febbraio - Rasmus Lauritsen, calciatore danese
- 27 febbraio - Liu Qi, saltatrice con gli sci cinese
- 27 febbraio - Marcus Mathisen, calciatore danese
- 27 febbraio - Tayeb Meziani, calciatore algerino
- 27 febbraio - Diego Moreno, calciatore colombiano
- 27 febbraio - Taishi Onodera, pallavolista giapponese
- 27 febbraio - Aurélien Paret-Peintre, ciclista su strada francese
- 27 febbraio - Vladimir Pisarskij, calciatore ucraino
- 27 febbraio - Roberto Riveros, calciatore cileno
- 27 febbraio - Chris Godwin, giocatore di football americano statunitense
- 27 febbraio - Isak Ssewankambo, calciatore svedese
- 27 febbraio - Veronika Čamková, ex sciatrice freestyle e sciatrice alpina ceca
- 28 febbraio - Stanley Amuzie, ex calciatore nigeriano
- 28 febbraio - Danilo Barbosa da Silva, calciatore brasiliano
- 28 febbraio - Marcos Bolados, calciatore cileno
- 28 febbraio - Lucas Boyé, calciatore argentino
- 28 febbraio - Sholto Carnegie, canottiere britannico
- 28 febbraio - Facundo Alfredo Castro, calciatore argentino
- 28 febbraio - Marrit Jasper, pallavolista olandese
- 28 febbraio - Besart Krivanjeva, calciatore macedone
- 28 febbraio - Alexandra Manly, pistard e ciclista su strada australiana
- 28 febbraio - Federico Martínez, calciatore uruguaiano
- 28 febbraio - Leungo Scotch, velocista botswano
- 28 febbraio - Mateusz Sochowicz, slittinista polacco
- 28 febbraio - Horacio Tijanovich, calciatore argentino
- 28 febbraio - Bjørn Inge Utvik, calciatore norvegese
- 28 febbraio - Gonzalo Valle, calciatore ecuadoriano
- 28 febbraio - Karsten Warholm, ostacolista, velocista e multiplista norvegese
- 28 febbraio - Axel Werner, calciatore argentino
- 28 febbraio - Matheus Índio, calciatore brasiliano
- 29 febbraio - Yihunilign Adane, maratoneta e mezzofondista etiope
- 29 febbraio - Jony, cantante azero
- 29 febbraio - Norberto Briasco, calciatore argentino
- 29 febbraio - Rajindra Campbell, pesista giamaicano
- 29 febbraio - Idan Golan, calciatore israeliano
- 29 febbraio - Ofelia Malinov, pallavolista italiana
- 29 febbraio - Viktor Petryk, lottatore ucraino
- 29 febbraio - Reece Prescod, velocista britannico
- 29 febbraio - Matteo Spanu, mezzofondista italiano
- 29 febbraio - Sōya Takahashi, calciatore giapponese